# Márcio Miranda Freitas Rocha da Silva
Márcio Miranda Freitas Rocha da Silva (* 20. březen 1981) je brazilský fotbalista.

## Reprezentační kariéra
Márcio Miranda Freitas Rocha da Silva odehrál za brazilský národní tým v roce 2005 celkem 1 reprezentační utkání.

## Statistiky
| Brazílie | Brazílie | Brazílie |
| Roky     | Záp.     | Góly     |
| -------- | -------- | -------- |
| 2005     | 1        | 0        |
| Celkem   | 1        | 0        |